# Michael Heath
Michael Steward Heath, conegut com a Mike Heath, (McAllen, Estats Units, 9 d'abril de 1964) és un ex nedador nord-americà. És tres vegades medallista d’or olímpic i ha estat rècord mundial en dues proves de natació per relleus.

## Biografia
Va néixer el 9 d'abril de 1964 a la ciutat de McAllen, població situada a l'estat de Texas.

## Carrera esportiva
Especialista en les proves de crol, als 20 anys va participar en els Jocs Olímpics d'Estiu de 1984 realitzats a Los Angeles, on va aconseguir guanyar la medalla d'or en la prova dels relleus 4x100 metres lliures i relleus 4x200 metres lliures, així com la medalla de plata en la prova dels 200 metres lliures. En aquests mateixos Jocs participà en els 100 metres lliures, on finalitzà en quarta posició, aconseguint així un diploma olímpic.
Al llarg de la seva carrera guanyà dues medalles en el Campionat del Món de natació, una d'elles d'or, i tres medalles als Campionats de Natació Pan Pacific.